# Želivka
Želivka este o arie protejată (arie specială de conservare — SAC, sit de importanță comunitară — SCI) din Republica Cehă întinsă pe o suprafață de 1.327,95 ha, integral pe uscat.

## Localizare
Centrul sitului Želivka este situat la coordonatele 49°39′17″N 15°14′13″E / 49.654722°N 15.236944°E.

## Înființare
Situl Želivka a fost declarat sit de importanță comunitară în aprilie 2005 pentru a proteja 1 specie de plante și 2 specii de animale. Situl a fost protejat și ca arie specială de conservare în iulie 2018.

## Biodiversitate
Situată în ecoregiunea continentală, aria protejată nu include niciun habitat protejat.
La baza desemnării sitului se află mai multe specii protejate:
- plante (1): Minuartia smejkalii
- mamifere (1): liliac cârn (Barbastella barbastellus)
- pești (1): avat (Aspius aspius)